# 75 Pułk Pograniczny NKWD
75 Pułk Pograniczny NKWD – jeden z pułków wojsk pogranicznych NKWD z okresu II wojny światowej.
Wchodził w skład 10 Dywizji NKWD, operującej na części dawnych Kresów Wschodnich II RP, które w II połowie 1939 stały się tzw. Zachodnią Ukrainą.
Pociągiem pancernym (BEPO, Broniepojezd) 75 Pułku NKWD był zdobyczny dawny polski pociąg pancerny nr 53 „Śmiały”.

## Literatura
- Heller M. (М.Я. Хеллер), Niekricz A. (А.М. Некрич): Historia Rosji 1917-1995 Utopia u władzy. 4 t. ISBN 5-87902-004-5.